# Konstantin Eggert
Konstantin Eggert (russisk: Константин Владимирович Эггерт) (født 9. oktober 1883 i Moskva i det Russiske Kejserrige, død 24. oktober 1955 i Sovjetunionen) var en sovjetisk filminstruktør, skuespiller og Manuskriptforfatter.

## Filmografi
- Khromoj barin (Хромой барин, 1929)[1][2]